# Людина, яка плакала
«Людина, яка плакала» (англ. The Man Who Cried) — англо-французький фільм 2000 року.

## Сюжет
У 1923 році батько єврейської сім'ї у пошуках заробітку емігрує з Росії до Америки. Під час погрому його село спалюють, а в живих залишається тільки дочка. Вона потрапляє на корабель, який пливе в Англію. Там вона потрапляє в притулок, де їй дають ім'я Сюзі. Багато років по тому, чарівна дівчина, обдарована красивим голосом у складі танцювальної групи вирушає до Парижа. Там вона подружилася з танцівницею Лолою, а також закохується у цигана Чезара. Але несподівано безхмарне щастя розбивається війною. Покинувши Париж, втративши кохану людину і найкращу подругу, Сюзі їде в Америку, щоб продовжити пошук свого батька.

## У ролях
| Актор              | Роль                  |
| ------------------ | --------------------- |
| Крістіна Річчі     | Сьюзі                 |
| Кейт Бланшетт      | Лола                  |
| Джон Туртурро      | Данте Домен           |
| Олег Янковський    | батько Сьюзі          |
| Гаррі Дін Стентон  | Фелікс Перлман        |
| Джонні Депп        | Чезар                 |
| Клаудія Лендер-Дюк | молода Сьюзі          |
| Денні Шейнман      | людина в костюмі      |
| Анна Целкінер      | мати людини в костюмі |
| Беррі Девіс        | людина в селі         |
| Том Осборн         | людина в селі         |
| Френк Черські      | людина в селі         |
| Деніел Гарт        | людина в селі         |
| Пітер Майер        | людина в селі         |
| Гана Марія Правда  | бабуся                |

## Цікаві факти
- Всі трюки Джонні Деппа у фільмі виконує Лорент Александр.
- Спочатку на роль опонента Крістіни Річчі планувався Роберт Де Ніро.
- Джонні Депп для створення циганської зовнішності вставив два золотих зуби.